# Елбань (село)
Елбань — село в Маслянинском районе Новосибирской области России. Административный центр Елбанского сельсовета.

## Топоним
В основе названия лежит тюркское слово елбан — «высокий гладкий мыс на берегу реки или озера».

## География
Стоит на реках Елбань, Еловочка, Камешек.
Площадь села — 188 гектаров.

### Уличная сеть
Заеловочка, Заречная, Кирова, Ленинская, Льнозаводская, Мира, Молодежная, Новая, Парковая, Родниковая, Садовая, Советская, Чапаева, Школьная, Юбилейная. 

## Население
| 2002 | 2007  | 2010 |
| ---- | ----- | ---- |
| 1020 | ↗1033 | ↘839 |

## Знаменитые уроженцы, жители
В селе родились:
- Митрополит Мефодий (Герасимов)
- Конструктор ракетной техники, лауреат Сталинской премии Геннадий Иванович Зевин
- Советский дипломат, российский экономист, писатель, публицист Владимир Данилович Попов

В селе жили и работали:
- с  августа 1941 по 1943  годы директором Елбанской средней школы работал Иван Тихонович Брюханов

## Инфраструктура
В селе по данным на 2007 год функционируют 2 учреждения здравоохранения и 1 учреждение образования..

## Транспорт
Село доступно автотранспортом по региональной автодороге 50Н-1801. Остановки общественного транспорта «Елбань-3», «Елбань-2», «Елбань-1». 